# Subaru (revue 1909)
Pour les articles homonymes, voir Subaru (homonymie).
Subaru (昴・スバル), (« Les Pléiades ») est le nom d'une revue littéraire japonaise publiée à Tokyo du mois de janvier 1909 au mois de décembre 1913.

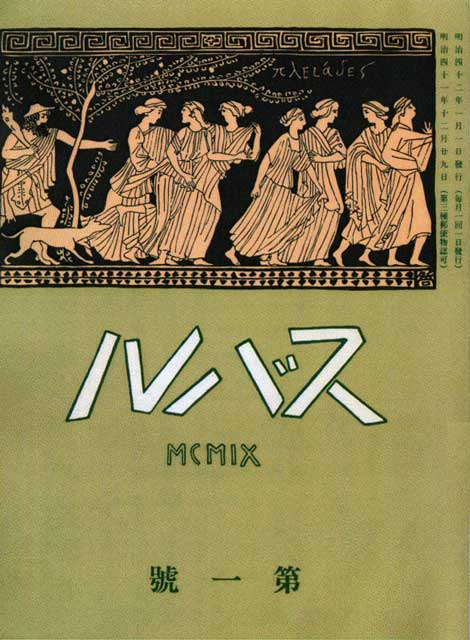
Couverture japonaise de la première édition de la revue

Elle est créée peu après la disparition d'une autre importante revue littéraire, Myōjō (« Vénus »), par un groupe d'intellectuels qui compte parmi ses membres Ishikawa Takuboku, Mokutaro Kinoshita et Isamu Yoshii. Mori Ōgai, Tekkan Yosano, Akiko Yosano et Bin Ueda collaborent plus tard à la revue. En particulier Ōgai qui publie sous forme de feuilleton son roman Vita Sexualis et la nouvelle Gan (« L'oie sauvage »). 
Grâce également aux contributions de ces auteurs, la revue est souvent associée au mouvement romantique japonais, très présent durant la dernière partie de l'ère Meiji. Il se caractérise également par son opposition  à la poésie naturaliste en vogue dans le roman à cette époque, et préconisée entre autres par les écrivains de la revue Waseda bungaku. 
Les intellectuels liés au Subaru sont parfois désignés comme Subaru-ha (スバル派) (« école de Subaru »).